# تسورومي-كو
تسورومي-كو (باليابانية: 鶴見区) هو حي في اليابان، يقع في يوكوهاما، بلغ عدد سكانه 289,596 نسمة وذلك حسب إحصائيات سنة 2018، تبلغ مساحته 33.23 كيلومتر مربع.

## التقسيمات الإدارية
- Ōgishima  [لغات أخرى]‏
- Kishiya  [لغات أخرى]‏
- Daikoku Pier [الإنجليزية]‏
- Namamugi  [لغات أخرى]‏
- Yakō  [لغات أخرى]‏.

## أعلام
- هيرو ماتسودا
- ناوتو أوغاتا
- ماساهيرو ميازاكي
- كين اوغاتا